# Santissimo Crocifisso (Bitonto)
A Santissimo Crocifisso (avagy Szent Kereszt) egy bitontói templom (Olaszország).

## Leírása
1664-ben építették a bitontói Carlo Rosa tervei alapján egy korábbi kápolna helyén. A görög kereszt alaprajzú templom apszisa fölé egy kupola emelkedik. A homlokzatot lezáró timpanon kerekített, a szélein volutákkal. A homlokzatot dór lizénák tagolják. A templom belsőjét ószövetségi jeleneteket ábrázoló freskók díszítik. A kereszthajóban két gazdagon díszített oltár látható Néri Szent Fülöpnek és Tours-i Szent Mártonnak ajánlva. A főoltár festményének témája Jézus keresztről való levétele.